# Thaís Ferreira (futebolista)
Thaís Cristina da Silva Ferreira (Campinas, 1 de maio de 1996), também conhecida como Thaís Ferreira ou simplesmente Thaís, é uma futebolista brasileira que atua como zagueira ou volante. Atualmente defende o Corínthians.

## Carreira
Equipes na carreira:

Valinhos 2016

Guarani de Campinas 2016

Ponte Preta 2017-2018

Osasco Audax 2018

Palmeiras 2019-2022

Tenerife 2022-2024

Corinthians 2025-2026

Thaís defendeu o Valinhos FC, Guarani, Ponte Preta, Osasco Audax e Palmeiras no Brasil.
Em 2022, se transferiu para o futebol internacional para disputar a Liga F pelo Tenerife.
Em 22/02/2025, Thaís foi anunciada como reforço do Corinthians.
Thaís estreou pela Seleção Brasileira em 17/09/2021 na vitória por 3–1 num amistoso contra a Argentina.
Em fevereiro de 2024, foi convocada par disputar a Copa Ouro Feminina.
Em 02/07/2024, Thaís foi convocada para defender a Seleção nos Jogos Olímpicos de Verão de 2024 em Paris, e com a equipe conquistou a medalha de prata na Paris 2024, terceira conquista da categoria.